# Primera Federación
Primera Federación også kendt under navnet Primera RFEF er det tredjehøjeste niveau i spansk fodbold. Primera Federación består af 2 underligaer med 20 hold i hver. Vinderne af ligaerne rykker direkte op i La Liga 2 imens at 2.-5. pladsen skal spille play-off. De 5 nederste hold i hver af ligaerne rykker ned i Segunda Federación.
Primera Federación blev stiftet i 1977.